# Música de Kiribati

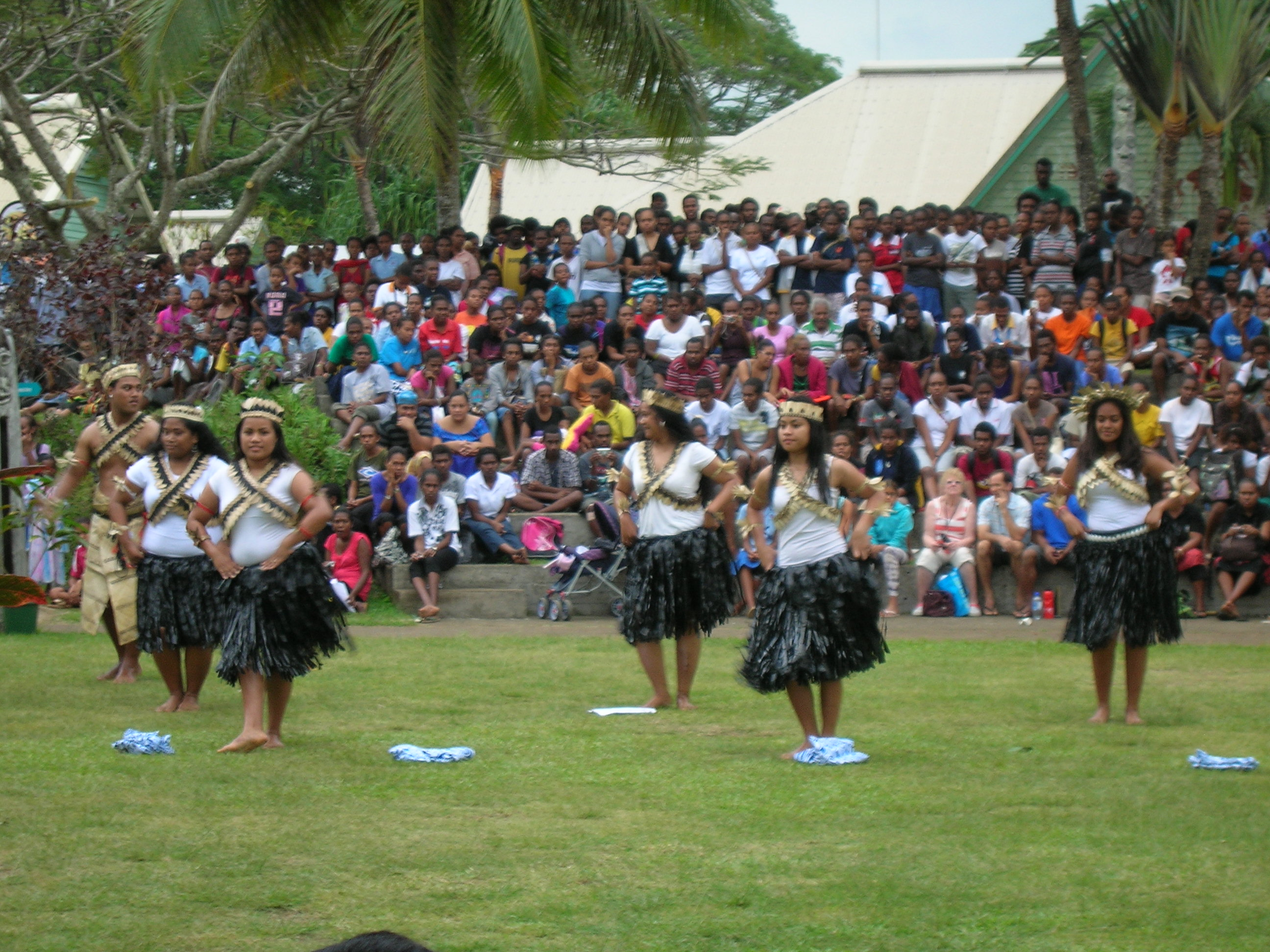
Danzas de Kiribati.

La música de Kiribati ha sido menos afectada por la cultura occidental que la mayoría de las otras culturas de las islas del Pacífico, ya que los europeos no llegaron a Kiribati hasta 1892.* El himno nacional de Kiribati es Kunan Kiribati, de Ioteba Tamuera Uriam; fue adoptado tras la independencia en 1979.

## Música folclórica
La música folclórica de Kiribati se basa generalmente en el canto u otras formas de vocalización, acompañada de percusión corporal. Las actuaciones públicas en el Kiribati moderno suelen ser interpretadas por un coro sentado, acompañado de una guitarra. Sin embargo, durante las presentaciones formales de la danza de pie (Te Kaimatoa) o la danza de cadera (Te Buki) se utiliza una caja de madera como instrumento de percusión. Esta caja está construida para dar un tono hueco y reverberante cuando es golpeada simultáneamente por un coro de hombres sentados a su alrededor. Las canciones tradicionales tienen a menudo un tema de amor, pero también hay canciones competitivas, religiosas, infantiles, patrióticas, de guerra y de boda. También hay bailes de palo —que acompañan a leyendas y cuentos semi-históricos— Estos bailes de palo o'tirere' (pronunciado seerere) únicamente se realizan durante las grandes festividades.
En 1963 Gerd Koch filmó sobre las danzas tradicionales de Tabiteuea y las canciones de la serie ruoia: el kawawa, la canción y la danza introductorias; el kamei con un líder de la danza, el wan tarawa y el kabuakaka; y una canción y danza bino completa con los movimientos de los brazos que la acompañan. Koch también filmó canciones y bailes tradicionales en Onotoa y Nonouti.
Bata Teinamati ha sido descrito como uno de los músicos más notables de Kiribati.

## Composición de canciones populares
Su música tradicional está compuesta por gente conocida como te kainikamaen. Se dice que estos compositores reciben sus canciones del mito o la magia, una habilidad que se dice que pasa de padre a hijo. Después de la composición, un grupo llamado rurubene canta la canción al compositor, después de lo cual se hace pública y es cantada por cualquiera; en este punto, la canción se considera bendita (mamiraki).
Los compositores también escriben canciones a pedido, contando una historia que le cuenta un individuo. El compositor la cantará y la enseñará al rurubeno, haciendo los cambios necesarios. Los compositores también crean ocasionalmente canciones por su cuenta.
No toda la música en Kiribati está compuesta por personas conocidas como te kainikamaen debido a la civilización y a la introducción de la música occidental, sino que casi todo el mundo puede componer una canción y cantarla, pero necesita contarla como una canción de un poema y no como un mito o magia, de lo contrario puede haber maldiciones como parte de las creencias de Kiribati. Las maldiciones incluyen la pérdida de cabello y la muerte súbita.